# 나하시
나하시(일본어: 那覇市, 오키나와어: ナーファ)는 일본 오키나와섬 남부에 있는 도시이다. 오키나와현의 현청 소재지이자 오키나와 경제의 중심지이다. 오키나와에서 면적은 가장 작지만 인구밀도는 가장 높으며, 중핵시로 지정되어 있다.

## 개요
오키나와현의 행정·경제·문화 중심지이자 최대 도시이며, 국제공항인 나하 공항과 일본 본토와 주변 섬을 연결하는 배들이 드나드는 항구인 나하항이 소재하여 오키나와현의 관문 역할을 하고 있다.
면적은 일본의 도도부현청 소재지 가운데 신주쿠구를 제외하면 가장 작고 인구밀도는 1km2당 8,040명으로 수도권과 긴키 지방을 제외하면 일본에서 가장 높다. 특히 나하 공항이 도시 면적의 8% 이상을 차지하는데 공항 면적에는 항공자위대 주둔지도 포함된다. 주일 미군 시설과 나하항의 항만 시설까지 포함하면 민간의 도시 이용 면적은 훨씬 좁아진다. 게다가 나하 공항의 고도 제한 때문에 시가지 상당수는 초고층 빌딩을 지을 수 없으며 그에 따라 도시화가 진전되면서 나하시 외부 지자체의 주거지화가 진행되어 나하를 중심으로 하는 도시권의 인구는 약 75만 명이다. 특히 대도시를 제외하면 인구 감소가 보편적인 일본의 지방 도시들 중에서 나하시는 예외적으로 인구 증가가 계속되고 있다.
나하의 중심부는 흐르는 하천인 고쿠바강(国場川)과 아사토강(安里川)에 둘러싸인 평지에 펼쳐져 있으며 나하시 및 오키나와현 주요 시설의 대부분이 이곳에 입지하고 있다. 근래에는 미군의 마키미나토(牧港) 주택지구가 반환됨에 따라 나하 신도심 개발이 진행되어 고층 건물과 상업 지구 등이 들어서 나하시의 새로운 중심지가 되고 있다.
관광 면에서는 시 중심부에 나하 국제 거리(国際通り)가 있고 도시 동쪽 슈리 지구의 슈리성(首里城, 옛 류큐국의 왕궁) 등이 있으며 2004년 12월에 일본에서 유일한 공항 외 면세점인 DFS 갤러리아 오키나와가 개점하였다. 나하는 섬에 입지하고 있지만 해수욕장은 나미노우에 비치(波の上ビーチ)가 전부이다. 명산품으로 소주의 일종인 아와모리(泡盛)가 있다.

## 경제
3차 산업 비율이 높고 특히 소매업 규모가 크다. 또 시내에 나하 공항이 있어서 사업가나 관광객 대부분이 나하를 방문하고 있다. 1998년에 오키나와현을 방문한 관광객 412만 명 가운데 나하의 숙박 시설을 이용한 관광객이 가장 많았다. 중심 시가지인 국제 거리는 예전에는 현지 주민을 대상으로 한 가게가 많았지만 최근에는 관광객 증가로 관광객을 상대로 한 기념품 가게가 증가해 현재는 항상 관광객으로 활기를 보이고 있다.

## 지리

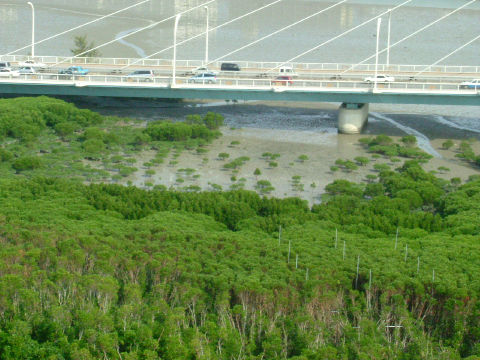
만호(漫湖)

류큐 열도 최대의 섬인 오키나와섬 남부의 서쪽에 위치해 동중국해와 접하고 있다. 시 중앙부는 거의 평탄하고 주변부에 작은 구릉 지대가 둘러싸듯이 있다. 시 동쪽에서 서쪽으로 고쿠바강과 아사토강이 흐르며 동중국해로 흘러 들어간다. 도미구스쿠시와의 접경 지대에 있는 만호(漫湖)는 람사르 협약에 등록된 습지이다.
북쪽으로 우라소에시, 남쪽으로 도미구스쿠시, 서쪽으로 하에바루정과 접한다.

### 기후
나하는 아열대성 온난 습윤 기후(쾨펜의 기후 구분 Cfa)에 속한다. 연평균 기온은 약 23도이며 연 강수량은 2,000mm 이상으로 고온 다습하다. 겨울에도 최저 기온이 10도를 넘으며 해양성 기후로 인해 여름 최고 기온도 35도를 넘지 않는다.
| 나하시의 기후                                                | 나하시의 기후 | 나하시의 기후 | 나하시의 기후 | 나하시의 기후 | 나하시의 기후 | 나하시의 기후 | 나하시의 기후 | 나하시의 기후 | 나하시의 기후 | 나하시의 기후 | 나하시의 기후 | 나하시의 기후 | 나하시의 기후 |
| 월                                                           | 1월           | 2월           | 3월           | 4월           | 5월           | 6월           | 7월           | 8월           | 9월           | 10월          | 11월          | 12월          | 연간          |
| ------------------------------------------------------------ | ------------- | ------------- | ------------- | ------------- | ------------- | ------------- | ------------- | ------------- | ------------- | ------------- | ------------- | ------------- | ------------- |
| 역대 최고 기온 °C (°F)                                       | 27.0 (80.6)   | 27.1 (80.8)   | 28.2 (82.8)   | 30.6 (87.1)   | 32.0 (89.6)   | 34.3 (93.7)   | 35.5 (95.9)   | 35.6 (96.1)   | 34.6 (94.3)   | 33.0 (91.4)   | 31.6 (88.9)   | 29.4 (84.9)   | 35.6 (96.1)   |
| 일평균 최고 기온 °C (°F)                                     | 19.8 (67.6)   | 20.2 (68.4)   | 21.9 (71.4)   | 24.3 (75.7)   | 27.0 (80.6)   | 29.8 (85.6)   | 31.9 (89.4)   | 31.8 (89.2)   | 30.6 (87.1)   | 28.1 (82.6)   | 25.0 (77.0)   | 21.5 (70.7)   | 26.0 (78.8)   |
| 일일 평균 기온 °C (°F)                                       | 17.3 (63.1)   | 17.5 (63.5)   | 19.1 (66.4)   | 21.5 (70.7)   | 24.2 (75.6)   | 27.2 (81.0)   | 29.1 (84.4)   | 29.0 (84.2)   | 27.9 (82.2)   | 25.5 (77.9)   | 22.5 (72.5)   | 19.0 (66.2)   | 23.3 (73.9)   |
| 일평균 최저 기온 °C (°F)                                     | 14.9 (58.8)   | 15.1 (59.2)   | 16.7 (62.1)   | 19.1 (66.4)   | 22.1 (71.8)   | 25.2 (77.4)   | 27.0 (80.6)   | 26.8 (80.2)   | 25.8 (78.4)   | 23.5 (74.3)   | 20.4 (68.7)   | 16.8 (62.2)   | 21.1 (70.0)   |
| 역대 최저 기온 °C (°F)                                       | 6.1 (43.0)    | 4.9 (40.8)    | 6.3 (43.3)    | 8.7 (47.7)    | 11.0 (51.8)   | 14.8 (58.6)   | 20.8 (69.4)   | 20.7 (69.3)   | 17.0 (62.6)   | 14.8 (58.6)   | 8.6 (47.5)    | 6.8 (44.2)    | 4.9 (40.8)    |
| 평균 강수량 mm (인치)                                        | 101.6 (4.00)  | 114.5 (4.51)  | 142.8 (5.62)  | 161.0 (6.34)  | 245.3 (9.66)  | 284.4 (11.20) | 188.1 (7.41)  | 240.0 (9.45)  | 275.2 (10.83) | 179.2 (7.06)  | 119.1 (4.69)  | 110.0 (4.33)  | 2,161 (85.08) |
| 평균 강수일수 (≥ 0.5 mm)                                     | 12.2          | 11.3          | 12.6          | 11.6          | 13.1          | 12.4          | 11.0          | 13.9          | 13.3          | 10.6          | 9.6           | 10.7          | 142.0         |
| 평균 상대 습도 (%)                                           | 66            | 69            | 71            | 75            | 78            | 83            | 78            | 78            | 75            | 72            | 69            | 67            | 73            |
| 평균 월간 일조시간                                           | 93.1          | 93.1          | 115.3         | 120.9         | 138.2         | 159.5         | 227.0         | 206.3         | 181.3         | 163.3         | 121.7         | 107.4         | 1,727.1       |
| 출처: 일본 기상청 (평년값: 1991년~2020년, 극값: 1890년~현재) |               |               |               |               |               |               |               |               |               |               |               |               |               |

## 역사

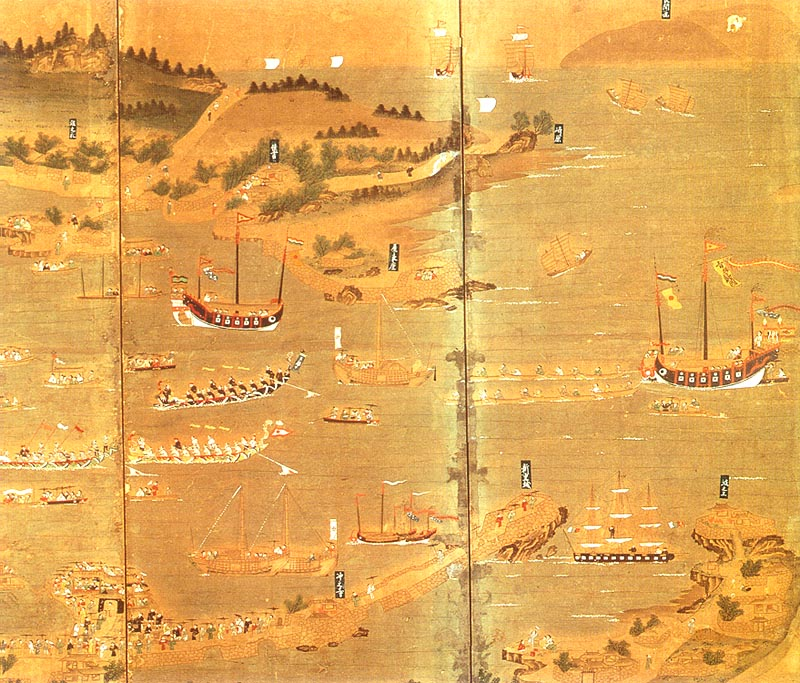
류큐국 시대의 나하항

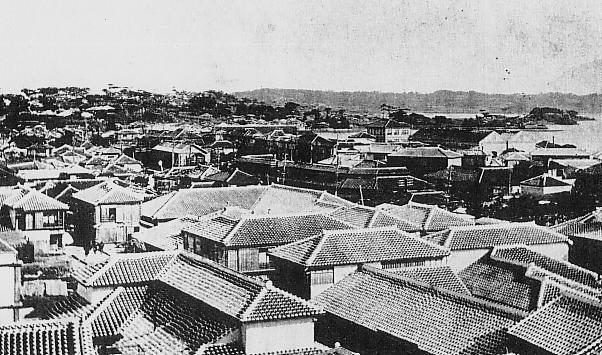
20세기 초의 나하

나하는 고쿠바강이 바다로 흘러드는 곳에 위치한 하구의 항구였다. 일찍이 오키나와의 무역항이자 류큐국의 수도인 슈리의 외항으로서 동아시아와 동남아시아 일대의 중계 무역 지점으로 번창했다. 과거 나하는 고쿠바강·아사토강 하구의 만에 산재하는 섬 중 하나로 우키시마로 불리고 있었다. 쇼하시왕에 의해 정비되어 작은 항구가 되었지만 쇼킨푸쿠왕이 명나라의 책봉사를 맞이하기 위해 중국인 회기에게 명하여 길이 1km에 이르는 둑길을 건설시켜 오키나와섬의 아사토강 쪽과 연결했다. 육로 교통이 정비됨으로써 항구로의 발전이 시작되어 '나하 4정'으로 불리는 시가지가 형성되었다. 왜구 등의 습격으로부터 방어를 위해 나하항 근해상에 있는 섬에 성벽을 축성해 둑길을 만들었고, 나하항의 남북으로 방어용 포대를 만들었다.
1879년에는 오키나와현청이 설치되어 오키나와의 행정 중심지가 되었다. 1896년에 오키나와현 구제 시행으로 나하구가 되었고 1921년 5월 20일에 나하시가 되었다.
근대 이후에도 오키나와현의 물자 집적지, 상업 도시로 번영했고 바다를 매립하여 나하는 육지와 연결되었다. 하지만 1944년 10월 10일의 10·10 공습과 1945년 4월부터 시작된 오키나와 전투로 시가지는 완전히 파괴되었다. 종전 이후 옛 나하시 중심부는 미군의 관리하에 놓였고 미군 기지가 세워졌다. 이후 1972년 5월 15일 오키나와 반환과 함께 일본 정부로 행정권이 이양되었다.

## 교통

### 항공
나하 공항을 통해 도쿄 등 일본 국내 도시와 서울 등 외국 도시와 연결된다.

### 철도
오키나와 도시 모노레일선이 있다. 총 연장 12.84km로 공항과 현청 등을 연결한다.

### 도로
- 오키나와 자동차도
- 나하 공항 자동차도
- 국도 제58호선
- 국도 제329호선
- 국도 제330호선
- 국도 제331호선
- 국도 제332호선
- 국도 제390호선
- 국도 제507호선

## 언론
- NHK 오키나와 방송국
- 류큐 방송
- 오키나와 TV 방송
- 류큐 아사히 방송
- 라디오 오키나와

## 관광

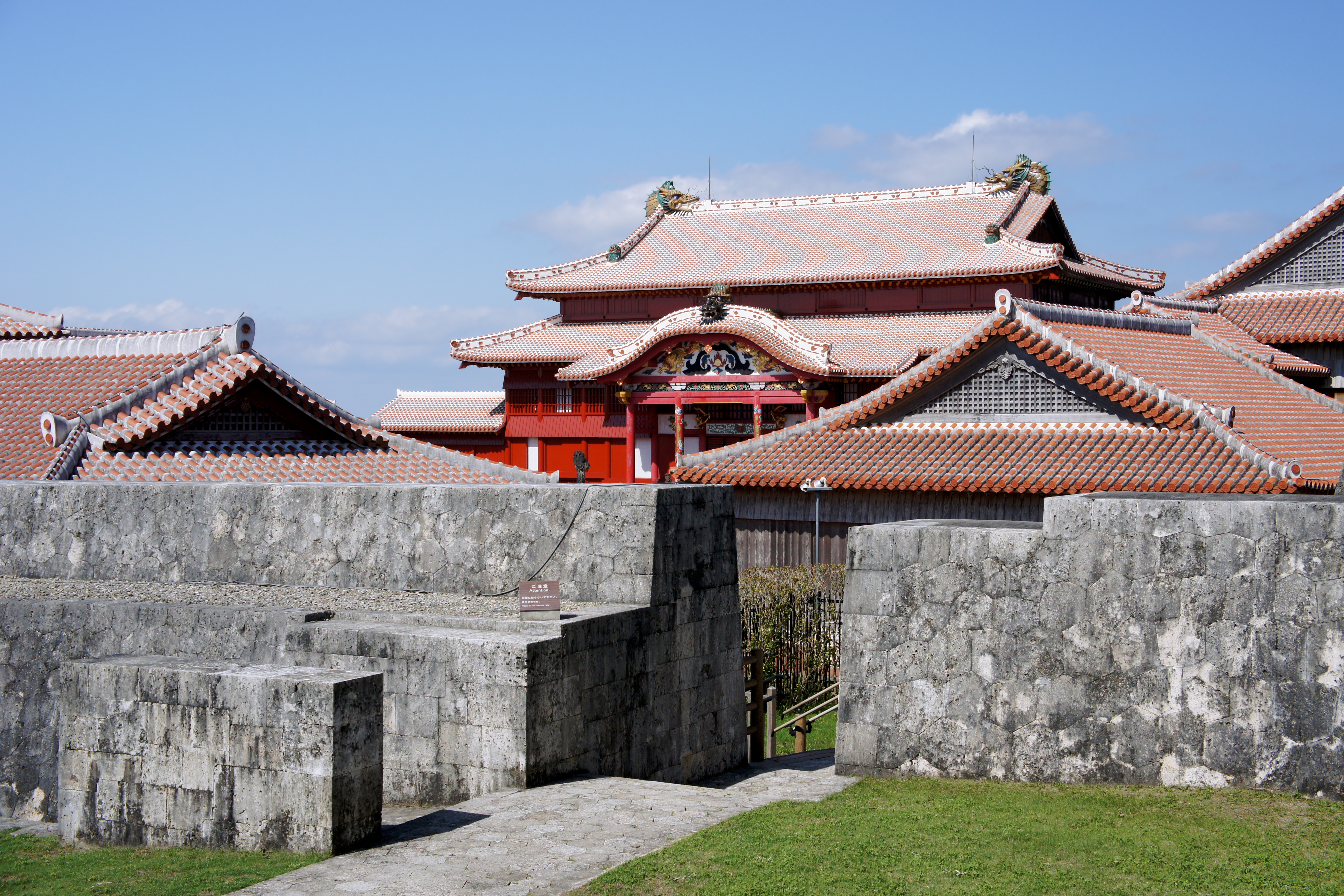
슈리성 정전(正殿)

- 슈리성(首里城)
- 시키나엔(識名園)
- 국제 거리(国際通り)
- 나미노우에궁(波上宮)
- 옥릉(玉陵)

## 자매 도시
- 일본 미야자키현 니치난시(1969년 4월 24일)
- 일본 가나가와현 가와사키시(1996년 5월 20일)
- 미국 하와이주 호놀룰루(1961년 1월 10일)
- 브라질 상파울루주 상비센치(1978년 10월 23일)
- 중국 푸젠성 푸저우시(1981년 5월 20일)

## 주요 인물
- 아무로 나미에(安室奈美惠)
- 아라가키 유이(新垣 結衣)